# 王器成
王器成（1838年—？），字公辅，号心农、晚愚，海南定安县定城镇春内村人，清朝政治人物、同进士出身。
早年随父王衍鏊在京生活。光绪六年，登进士三甲，后官至刑部福建司主事。